# Ionidium polygalaefolium
Ionidium polygalaefolium là một loài thực vật có hoa trong họ Hoa tím. Loài này được Vent. mô tả khoa học đầu tiên năm 1803.